# Too Late for Love (chanson de John Lundvik)
Chanson représentant la Suède au Concours Eurovision de la chanson 2019
Dance You Off
(2018) Move
(2020)
Singles de John Lundvik
My Turn
(2018)

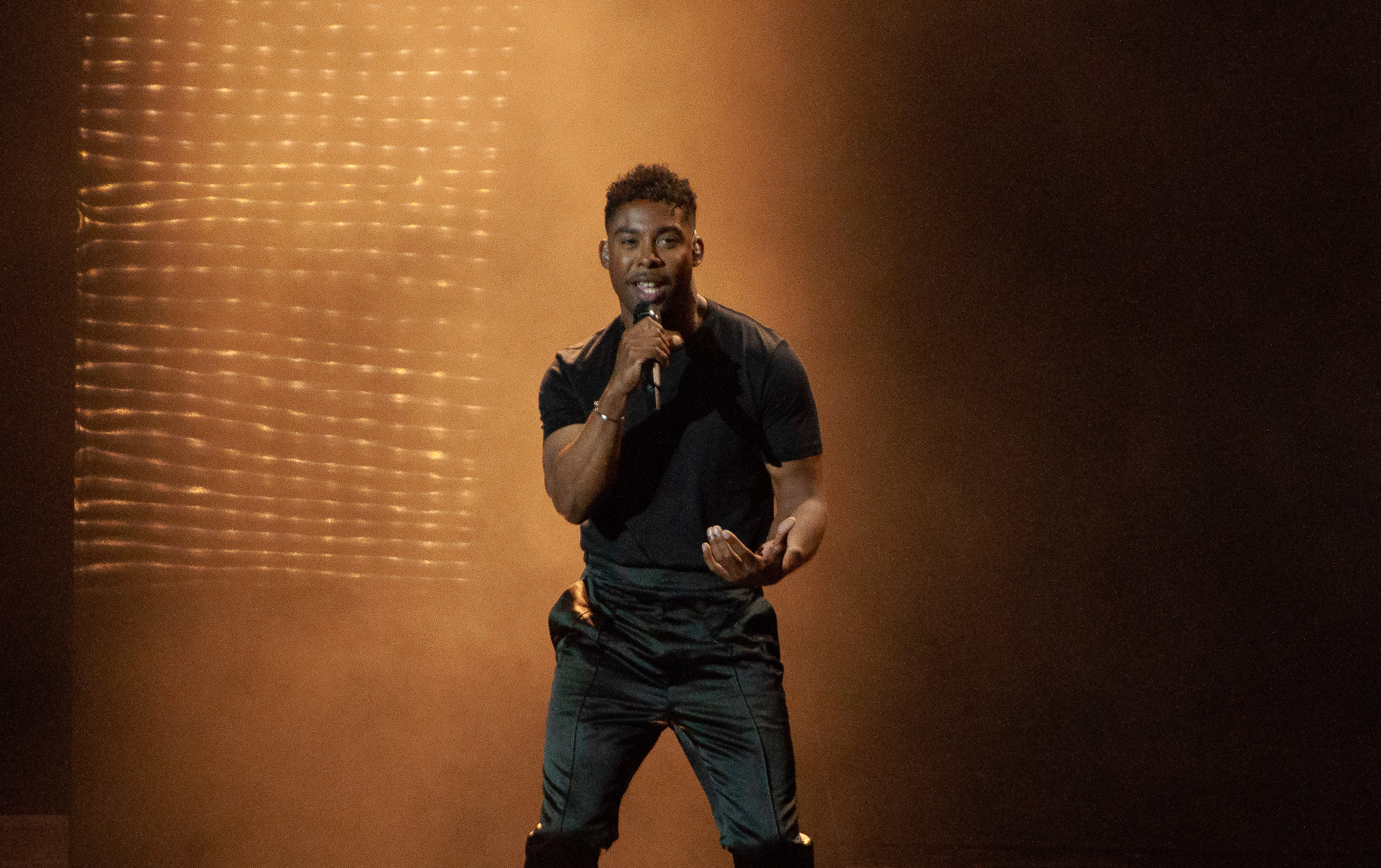
John Lundvik représentant la Suède avec la chanson "Too Late for Love" lors d'une répétition avant la deuxième demi-finale du Concours Eurovision de la chanson 2019 à Tel-Aviv.

Too Late for Love est une chanson de John Lundvik qui représente la Suède au Concours Eurovision de la chanson 2019, à Tel Aviv en Israël. Elle est intégralement interprétée en anglais, comme les règles du concours le permettent depuis l’édition 1999.

## À l’Eurovision
Too Late for Love représente la Suède au Concours Eurovision de la chanson 2019, à Tel Aviv en Israël, après que son interprète John Lundvik a remporté l’édition 2019 du Melodifestivalen avec cette chanson. Il a été déterminé au moyen d’un tirage au sort le 28 janvier 2019 que la chanson serait interprétée en direct lors de la première moitié de la seconde demi-finale, le jeudi 16 mai 2019. Il a par la suite été révélé que la chanson passera en huitième, sur dix-huit participants. À la suite de sa qualification, elle est de nouveau interprétée lors de la finale du samedi 18 mai 2019. Il a été révélé dans la conférence de presse à la suite de la demi-finale que la chanson serait alors interprétée dans la première moitié de la finale. Il a ensuite été déterminé qu’elle serait présentée en neuvième position, sur vingt-six participants.

## Liste des pistes
| 1. | Too Late for Love | 2:58 |